# Shirley Temple, O Mais Jovem, Mais Sagrado Monstro do Cinema de Seu Tempo
Shirley Temple, O Mais Jovem, Mais Sagrado Monstro do Cinema de Seu Tempo (em inglês:  Shirley Temple, The Youngest, Most Sacred Monster of the Cinema in Her Time), ou  também Shirley Temple, O Mais Jovem, Mais Sagrado Monstro do Cinema Contemporâneo (em inglês:  Shirley Temple, The Youngest, Most Sacred Monster of Contemporary Cinema), também conhecido como a Esfinge de Barcelona (em inglês:  Barcelona Sphinx), é uma obra de arte de 1939, em guache, pastel e colagem sobre papelão, do pintor surrealista Salvador Dalí. A obra, de 75 cm x 100 cm, encontra-se no Museu Boijmans Van Beuningen, a mais importante galeria de arte de Roterdã, nos Países Baixos.
A pintura retrata a estrela infantil Shirley Temple como uma esfinge. A cabeça de Temple, tirada de uma fotografia de jornal, está sobreposta ao corpo de uma leoa vermelha, com seios e garras brancas. No topo da cabeça há um morcego vampiro. Ao redor da esfinge, há um crânio humano e outros ossos, sugerindo sua última presa. Na parte inferior da pintura há um etiqueta trompe l'oeil que diz: "Shirley!. por fim em Technicolor." A pintura foi descrita como uma sátira à sexualização de estrelas infantis feita por Hollywood.
A pintura foi exposta pela primeira vez em uma exposição realizada na Galeria Julien Levy, em Nova Iorque, Estados Unidos, de 21 de março a 18 de abril de 1939 (embora o catálogo da exposição não mencionasse a pintura, um artigo no jornal The New York Times mencionava sua presença). A obra também foi exposta em 1983 no Palácio Real de Pedralbes, em Barcelona, na Espanha; em 1985 no Palácio de Belas Artes, em Charleroi, na Bélgica, e novamente em Barcelona, em 2004, na Galeria CaixaForum. De 1º de junho a 9 de setembro de 2007, a pintura foi uma das cerca de 100 obras de Dalí exibidas no museu Tate Modern, em Londres, Inglaterra, como parte da exposição "Dalí e Cinema".